# Vergilius Vaticanus

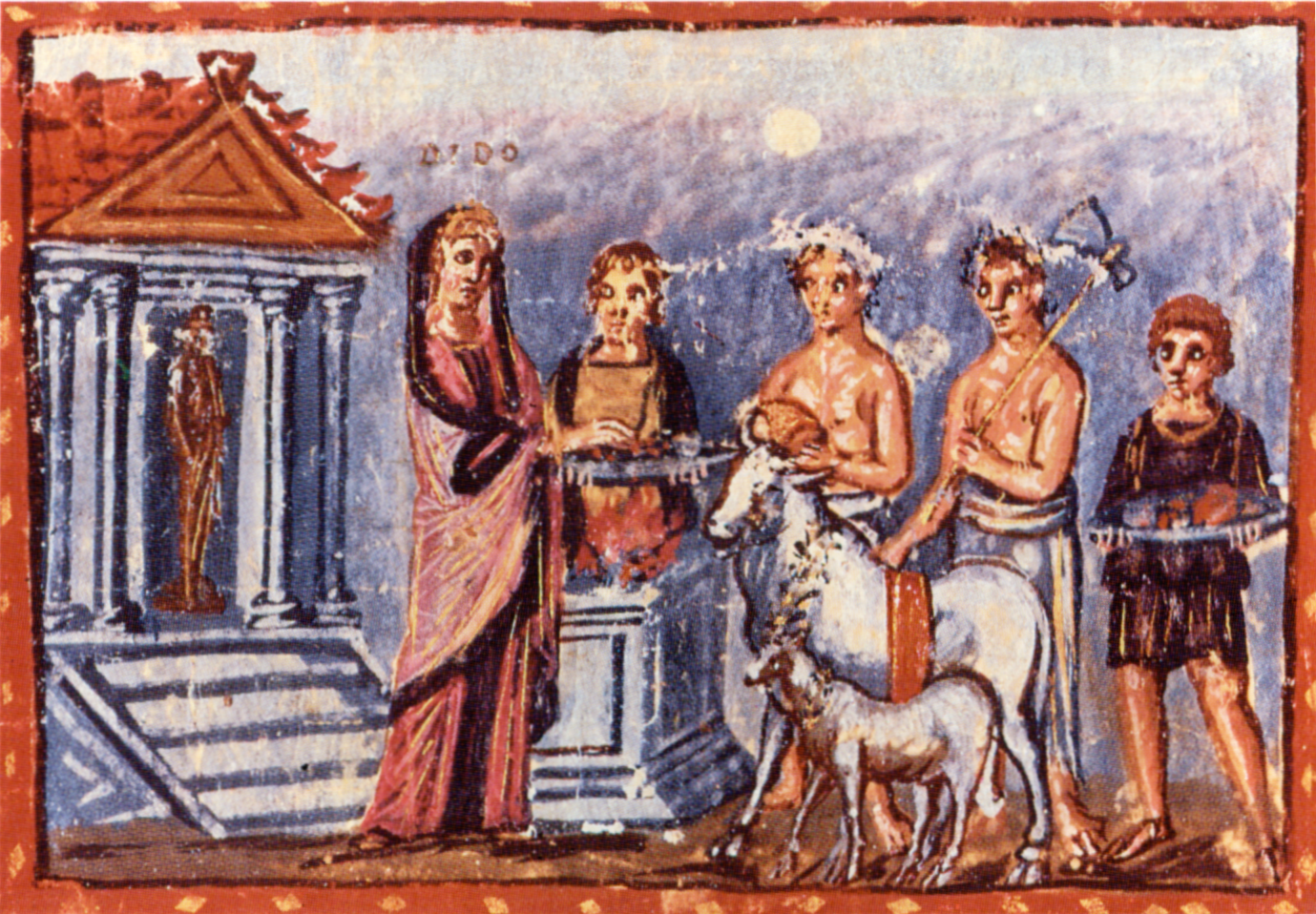
Vergilius Vaticanus, f33v, Dido brengt een offer

De Vergilius Vaticanus is een verlucht handschrift van het begin van de 5e eeuw. Het boek bevat de Aeneis,  en fragmenten uit het derde en vierde boek van de Georgica van Vergilius (Publius Vergilius Maro).
De Vergilius Vaticanus, de Vergilius Romanus en de Ilias Ambrosiana zijn de enige verluchte handschriften uit de klassieke literatuur die tot op heden bewaard gebleven zijn. Samen vormen ze de grens tussen de laatantieke en de middeleeuwse manuscripten. De Vergilius Vaticanus is het oudste van de drie Het manuscript bevindt zich in de Vaticaanse Bibliotheek in Vaticaanstad onder het nummer Vat. Lat. 3225.

## Beschrijving
Het boek werd waarschijnlijk geschreven in Rome omstreeks het jaar 400.
Het handschrift bevat 76 perkamenten folia van 225 x 200 mm, origineel mat  het waarschijnlijk eerder in de buurt van  250 x 215 mm. Om het boek te maken waren waarschijnlijk 220 bifolia nodig, wat kan vertaald worden in 74 schaapshuiden, het perkament is van goede kwaliteit. De bifolia werden per vijf samengenomen en de katernen zijn bijgevolg quinions.
Het is geschreven in bruine inkt in een capitalis rustica door één enkele scribent. De eerste lijn van elk boek in de Georgica en de drie eerste lijnen van de boeken van de Aeneis werden in rode inkt geschreven. De bladspiegel telt 21 lijnen per blad in één kolom en meet ca. 155 x 165 mm. De folia werden met een loodstift afgelijnd voor het schrijven.
Van de origineel ca. 280 miniaturen zijn er 50 bewaard gebleven. Van die miniaturen horen er 41 bij de Aeneis en 9 bij de Georgica.  Als het manuscript origineel de drie volledige belangrijke werken van Vergilius bevat heeft moet het handschrift ongeveer 440 folia geteld hebben. De meeste miniaturen zijn bladbreed en een halve tot drie kwart bladzijde hoog. Er zijn enkele volbladminiaturen, onder meer met de ontdekking van Carthago (f13r) en met de dood van Dido (f40r). Waarschijnlijk voorzag het verluchtingsprogramma in een bladgrote miniatuur op de recto zijde, met een blanco verso kant, bij het begin van elk boek van de Aeneis. Bij de Georgica begon men de tekst op de verso zijde van de volbladminiatuur.
Het handschrift is een van de ca. twintig literaire handschriften in capitalis rustica die bewaard bleven in vergelijking met de meer dan 400 handschriften geschreven in unciaal die zijn teruggevonden.
Op folium 34 verso zijn 28 ontbrekende verzen toegevoegd in een Karolingische minuskel. Dit gebeurde waarschijnlijk in de 9e eeuw in Tours. Men vindt in het handschrift verschillende correcties in Karolingisch handschrift en zelfs één in Gotisch schrift.

## Geschiedenis
Uit verscheidene antieke correcties blijkt dat het handschrift tot de zevende eeuw in Italië zou gebleven zijn en dat het daarna vanaf het tweede kwart van de 9e eeuw in het bezit was van de abdij Saint Martin te Tours in Frankrijk, waar het bestudeerd werd door de Karolingische kunstenaars. Twee van de figuren uit de Vivian Bijbel (846) zijn uit het handschrift gekopieerd. Het was ook daar dat een blad met ontbrekende verzen werd toegevoegd, geschreven in Karolingische minuskel. Gezien dit de enige dergelijke aanpassing was blijkt het handschrift in Tours nog nagenoeg volledig te zijn geweest. Later werd de codex waarschijnlijk niet meer gebruikt en uit elkaar gehaald, maar delen bleven wel in Tours tot ca. 1400. In de 15e eeuw is het handschrift in het bezit geweest van een anonieme  Franse  humanist, die notities maakte in het handschrift en sommige miniaturen zeer discreet restaureerde. Het handschrift moet alleszins omstreeks 1514 in Rome geweest zijn want Rafaël en artiesten rondom hem, gebruikten het als model voor enkele tekeningen. Daarna kwam het omstreeks 1521 in de verzameling van Pietro Bembo, die het zou gekocht hebben van Giovanni Gioviano Pontano hoewel sommigen dat betwisten. Bembo nam het manuscript mee naar Padua en na zijn dood verkocht zijn zoon Torquato het boek in 1579 aan Fulvio Orsini, die het in 1600 samen met de rest van zijn verzameling aan de Vaticaanse Bibliotheek schonk. Het was het eerste handschrift waarvan de Vaticaanse Bibliotheek zelf een facsimile maakte in 1899.

## Verluchting
De miniaturen in de Vergilius Vaticanus zijn allemaal afgeboord en met een goed uitgewerkte achtergrond, dus afwijkend van de zogenoemde papyrus-stijl Verschillende miniaturen hebben een atmosferisch landschap als achtergrond, waar het grijs van de bodem over gaat in rose en violet of blauw om diepte te creëren door de kleurwerking. De scènes zijn gekenmerkt door het naturalisme van de antieke kunst.
Wright is van mening dat de artiesten van de Aeneis werkten van een model, waarschijnlijk op papyrusrol in de papyrus-stijl, vrij eenvoudige composities zonder achtergrond of detail. De artiesten kopieerden de prenten maar voegden boorden en achtergrond landschappen toe en pasten de composities aan voor het vierkante formaat van bijvoorbeeld de volbladminiaturen. Voor de verluchting van de Georgica daarentegen was er waarschijnlijk geen iconografisch model en ontwierp de kunstenaar zelf zijn taferelen. Ze zijn dan ook van een hoger artistiek niveau.
Er waren minstens drie artiesten betrokken bij de verluchting van het werk, waarvan één de Georgica voor zijn rekening nam, de andere twee werkten aan de Aeneis. De stijl en de specifieke kunde van de drie blijkt duidelijk uit hun werk. De eerste (Georgica) beheerst zeer goed het ruimtelijk perspectief en de anatomie. Men kan dit duidelijk zien in de miniatuur op folio 6r die het drenken van de kudde voorstelt. De tweede kunstenaar die aan de Aeneis werkte (de eerste zestien miniaturen) is veel minder vertrouwd met de ruimtelijke voorstelling en het perspectief wat dan weer duidelijk blijkt uit zijn miniatuur van de ontdekking van Carthago do f13r.
De derde artiest die eveneens aan de Aeneis werkte (de 25 laatste miniaturen) heeft zeer goede noties van het ruimtelijk perspectief, is bekwaam in het voorstellen van figuren en slaagt erin een realistische architecturale achtergrond voor te stellen zoals men kan zien in de bewening van Dido (f41r), maar zijn grootste verdienste ligt in de landschapsschildering.
Als men dit manuscript vergelijkt met de ongeveer 100 jaar oudere versie van de Vergilius Romanus, is het zonder meer duidelijk dat we nog dichter staan bij de klassieke oudheid. De kunst van het perspectief en van de ruimtelijke weergave is wel op de terugweg maar nog niet verloren. Ook de voorstelling van menselijke en dierlijke figuren is nog uitermate realistisch, maar men kan stellen dat het boek zich situeert op de grens van de klassieke periode die op haar einde loopt en van de middeleeuwse periode die daarna begint. 

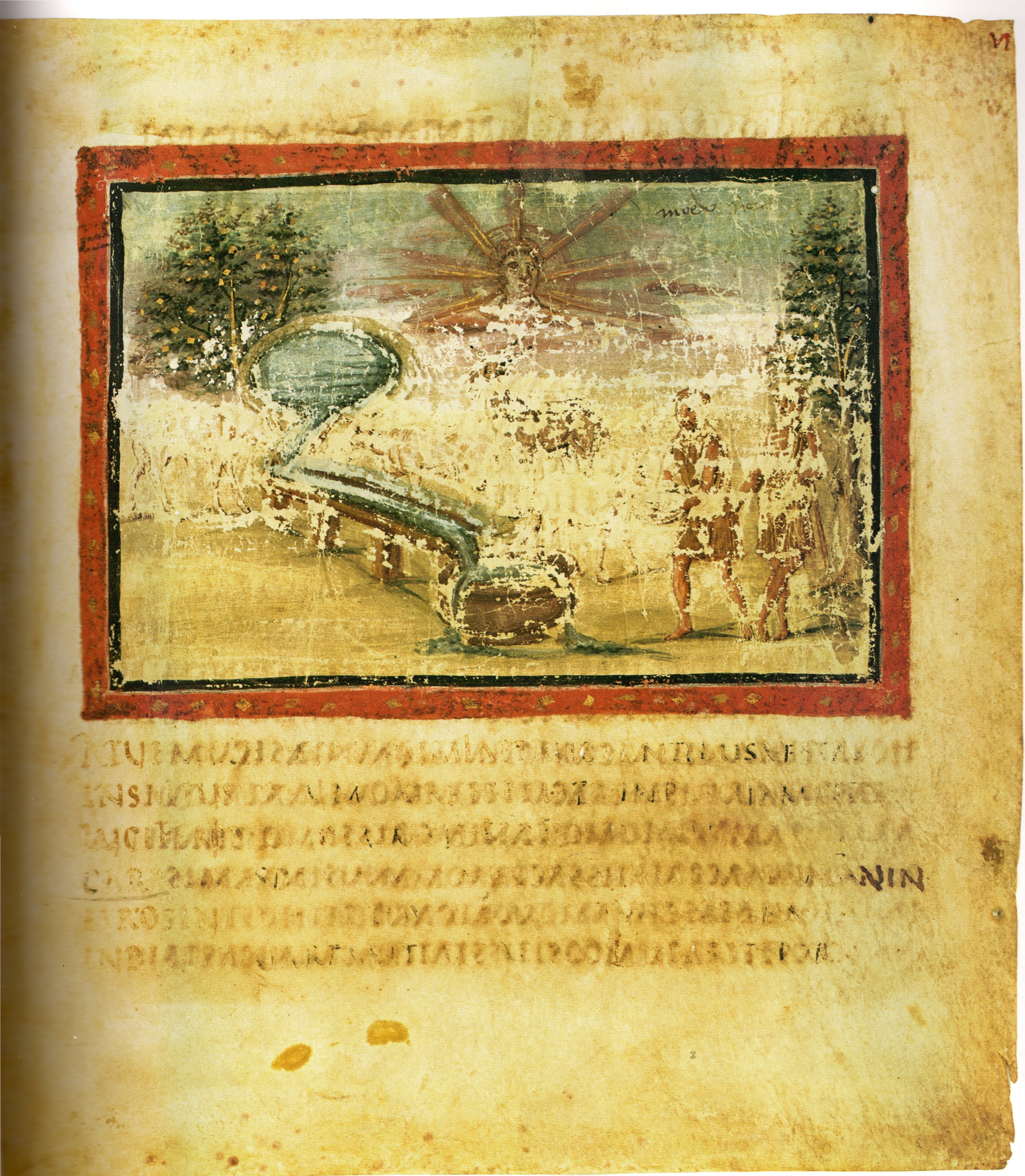
f6r, Georgica: het drenken van de kudde
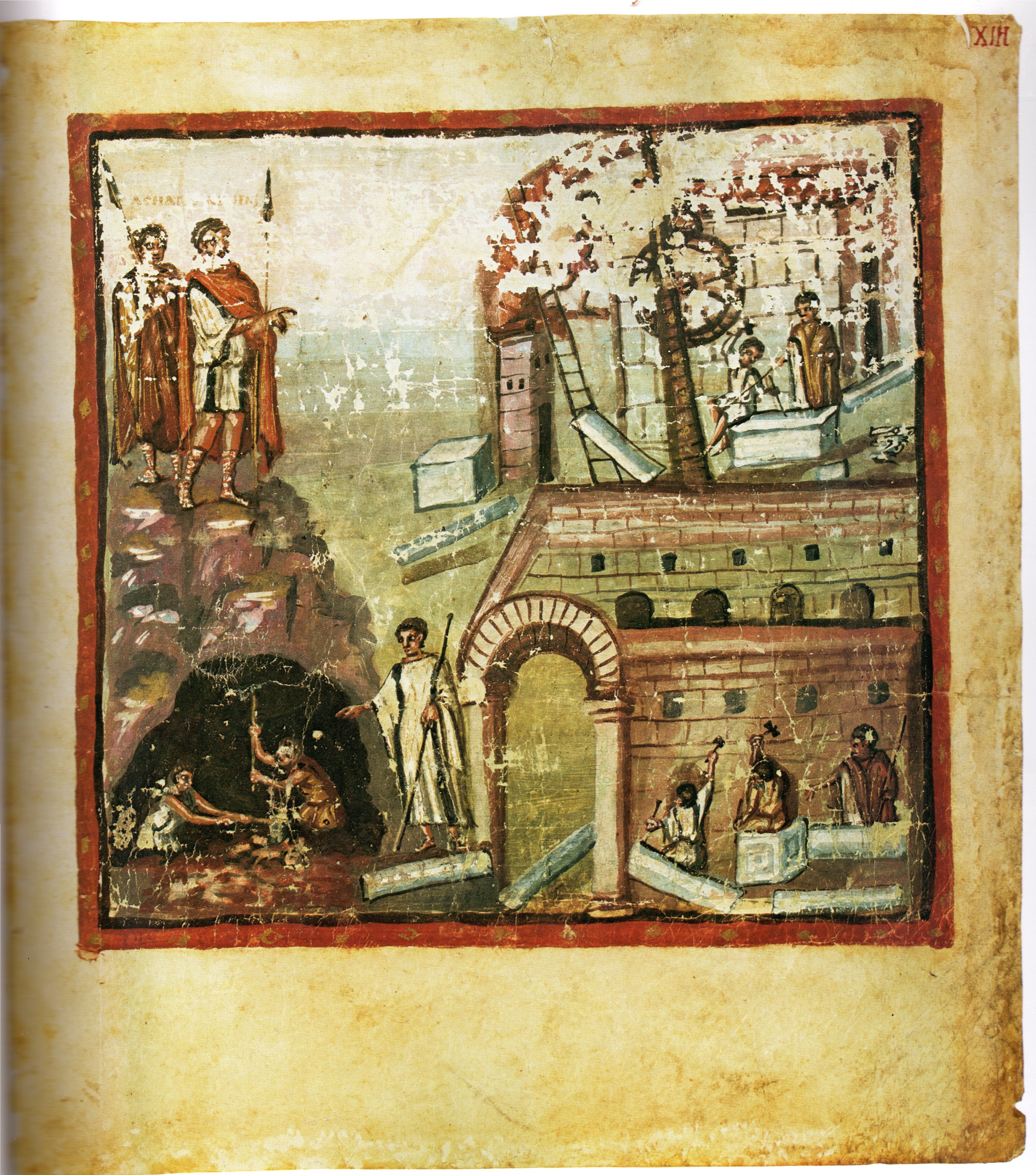
f13r, Aeneis, de ontdekking van Carthago.
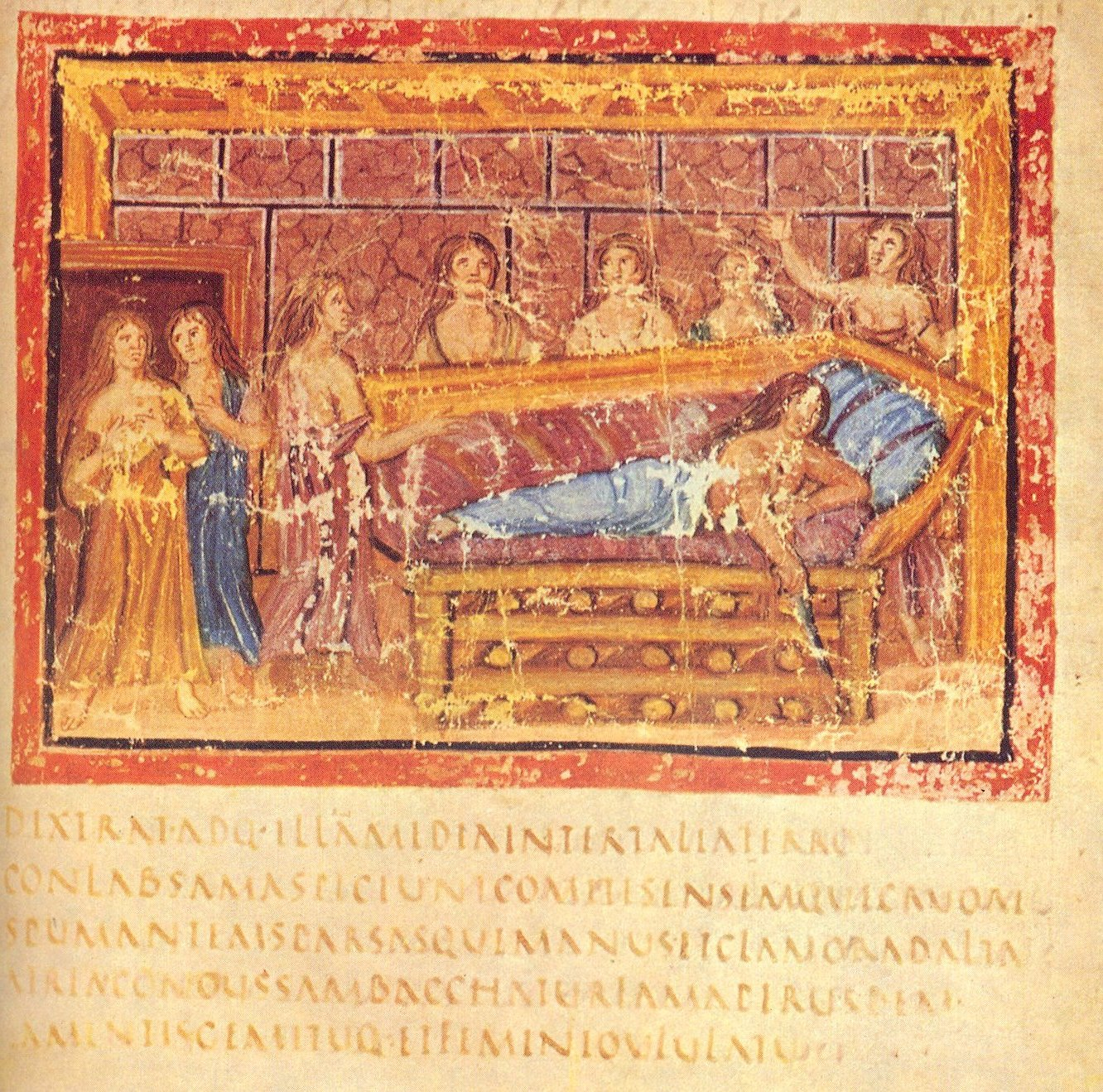
f41r, Aeneis, de bewening van Dido

## Weblinks
- Samenvatting van de Aeneis
- Wright, David H., The Vatican Vergil, a Masterpiece of Late Antique Art . Berkeley, University of California Press, 1993, google books, full online text